# Magas
Magas (em russo:  Мага́с) é a capital da República da Inguchétia, na Federação Russa. A cidade foi fundada em 1995, substituindo Nazran como capital da República em 2002, embora acomodando apenas 300 habitantes (estimativa para 2005). No censo russo de 2002, havia uma população de apenas 275 habitantes, a menor cidade e a menor capital de toda a Rússia.

## História
A República da Inguchétia se tornou uma república no atual formato apenas em 1992, como uma das unidades da federação russa. Anteriormente era parte da República Socialista Soviética Autônoma da Chechênia-Ingushétia. Nazran, a maior das três cidades da nova República, foi temporariamente escolhida para ser a capital da Inguchétia.

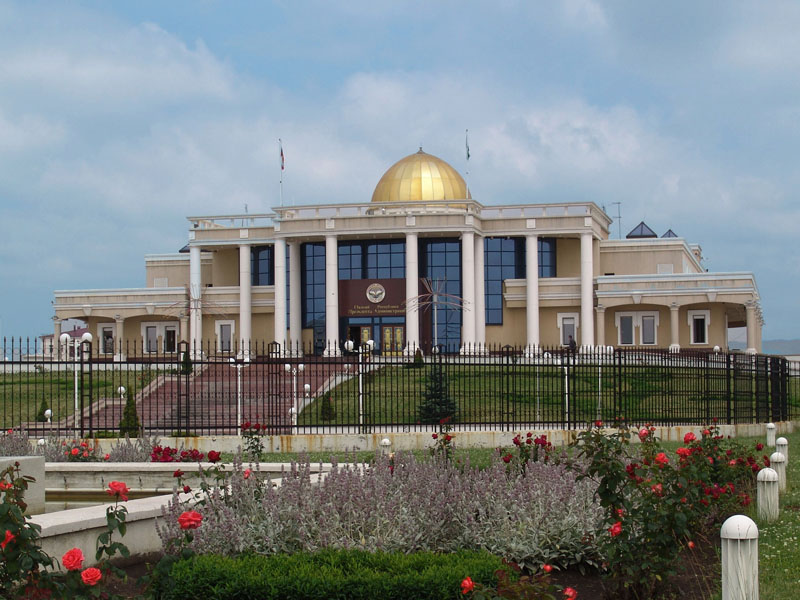
Palácio presidencial da Inguchétia em Magas

Em 1995, o Presidente da República da Inguchétia Ruslan Aushev fundou Magas a apenas quatro quilômetros ao sul de Nazran, denominando-a assim em referência a antiga cidade medieval de Maghas. A nova cidade foi concebida para atividades exclusivamente administrativas, um área comercial está em construção, mas se pretende que as atividades residenciais, de lazer e a maior parte do comércio permaneçam em Nazran. O Palácio Presidencial e a Sede do Governo da República foram construídos em luxuoso estilo oriental, em alusão às raízes turco-altaicas do povo inguchétio. A cidade foi planejada para abrigar cerca de 30.000 habitantes no futuro.